# Кевин Кејн
Кевин Кејн (енгл. Kevin Kane; Филаделфија 20. јул 1976) је амерички филмски и телевизијски глумац. Најпознатији је по улози Терија Бруна у серији Ред и закон: Одељење за специјалне жртве.